# 창안 포드
창안 포드(영어: Changan Ford, 중국어 간체자: 长安福特, 정체자: 長安福特, 병음: Cháng'ān Fútè)는 중국 충칭시에 본사를 둔 자동차 제조 기업이다. 주요 사업은 중국 시장을 대상으로 포드 브랜드 승용차를 생산하는 것이며 2012년 12월, 포드와 마쓰다가 창안 포드 마쓰다와 별도의 합작법인으로 협력하기로 합의하면서 창안 포드 마쓰다의 구조조정 결정 이후 설립되었다. 현재 창안 포드의 전체 생산 기지는 미시간주 디트로이트 외 지역에서 포드가 생산하는 가장 큰 제조 시설이다. 공장은 충칭시, 항저우시, 하얼빈시에 위치해 있다.

## 역사
2012년 후반, 중국은 창안 포드 마쓰다 합작법인을 포드와 마쓰다의 별도 사업부로 50:50으로 분할하는 것을 승인했다.
2013년, 창안 포드는 5억 달러를 투자하여 충칭에 새로운 엔진 공장을 열었다. 2014년 5월 지웨라는 하위 브랜드를 공개했다. 2014년 6월 18일, 3억 5천만 달러를 투자하여 충칭에 변속기 공장을 개장했다. 이는 포드가 아시아 태평양 지역에 설립하는 최초의 변속기 공장이다.이 기간 동안 회사의 시장 점유율은 2년 만에 거의 두 배로 증가해 4.5%에 달했다.
2015년, 충칭 창안 모회사의 자회사인 하얼빈 하페이 자동차 그룹을 인수하여 2016년 하반기에 자동차 생산을 시작했다. 2015년 자동차 공장 인수로 창안 포드의 중국 내 생산량은 매년 20만 대씩 증가했다.  생산은 2016년에 시작되어야 했지만, 결코 시작되지 않았다. 마지막 포커스 클래식은 그해 9월에 조립되었다.2019년에 이 회사는 반독점 관행으로 인해 중국 정부로부터 벌금을 부과받았다.2013년부터 가격을 제한한 데 대해 2,350만 달러의 벌금을 내라는 명령이 내려졌다. 이 금액은 충칭에서 회사의 연간 매출의 4%에 해당된다.

## 갤러리

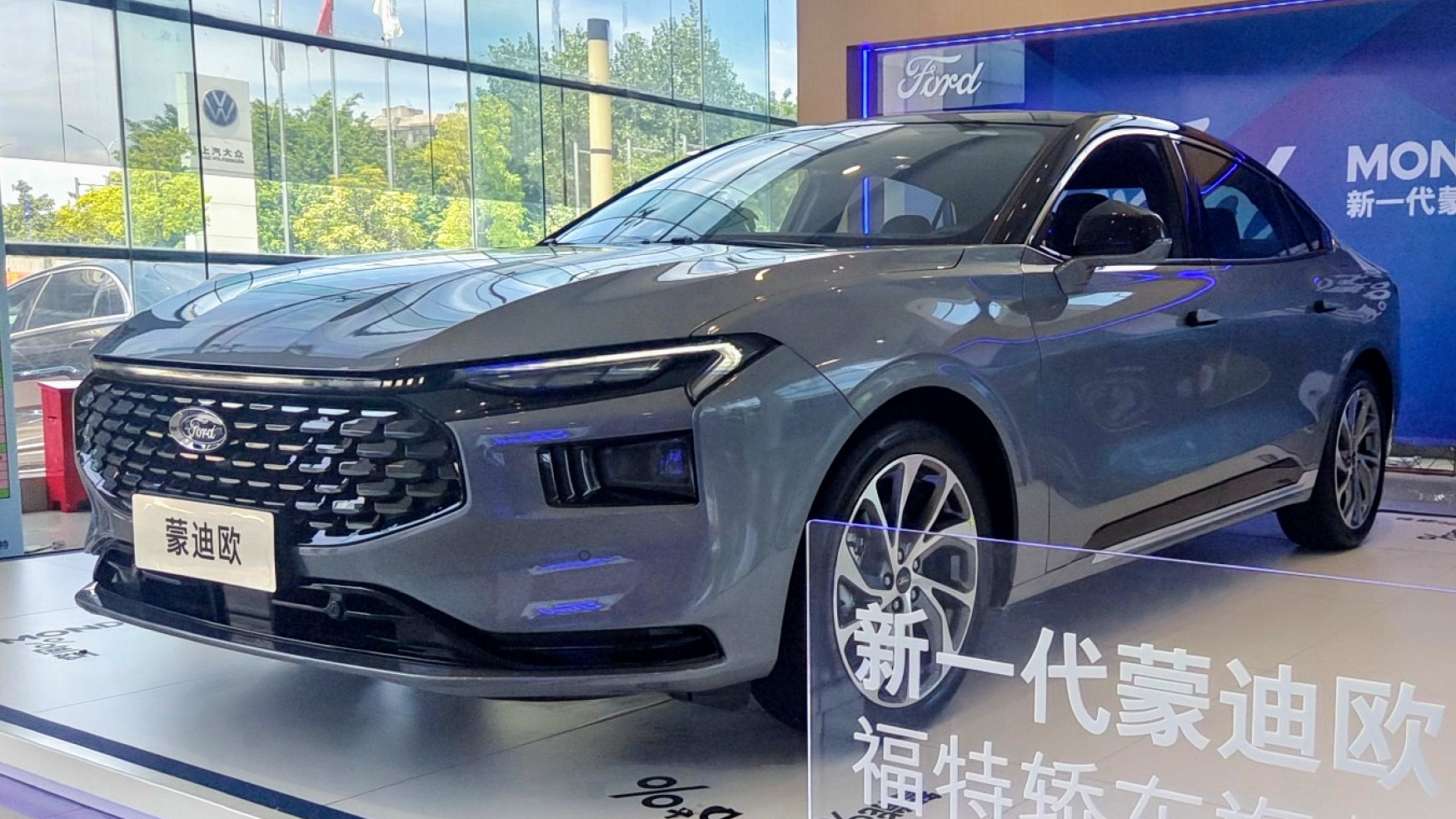
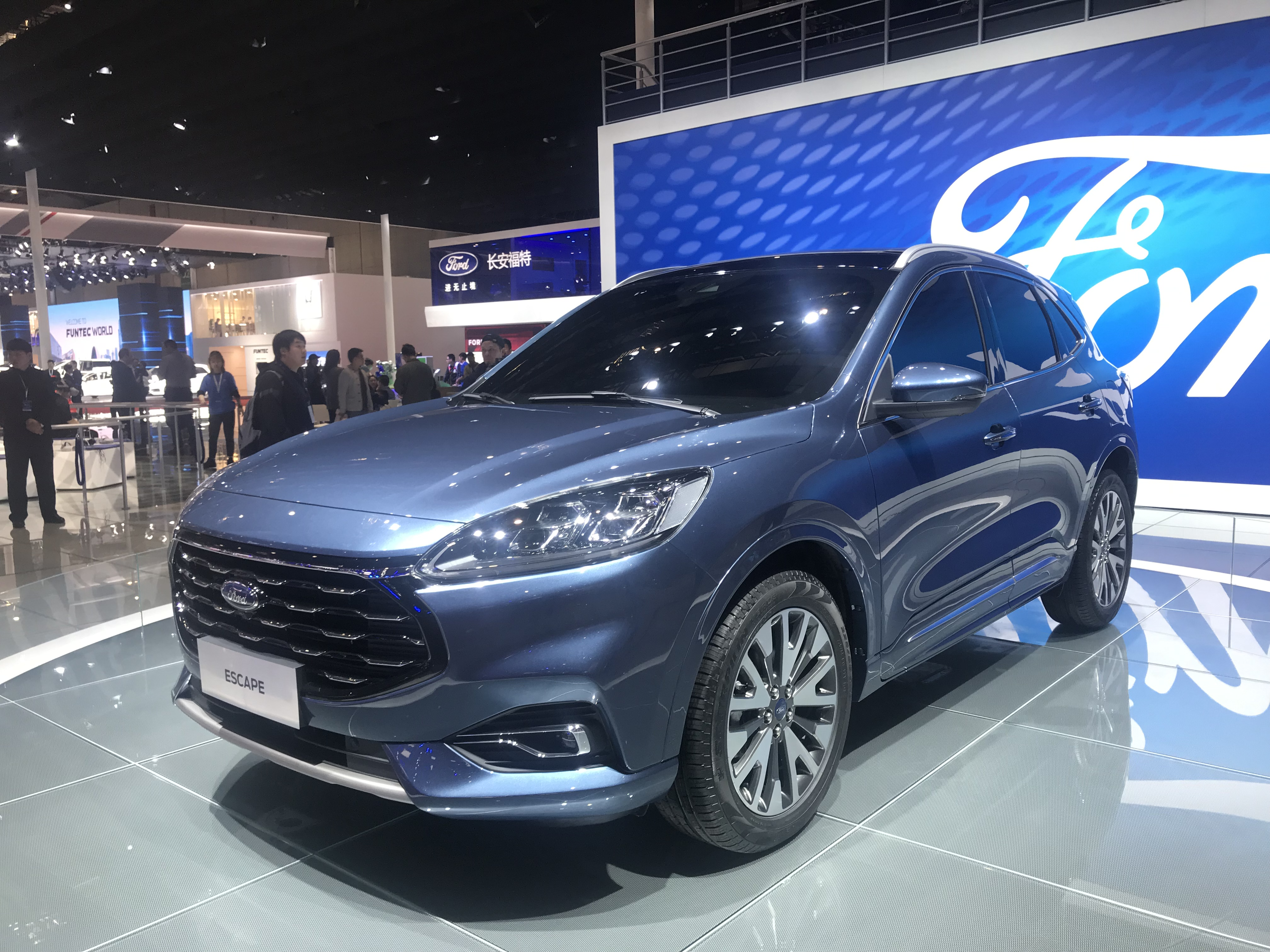
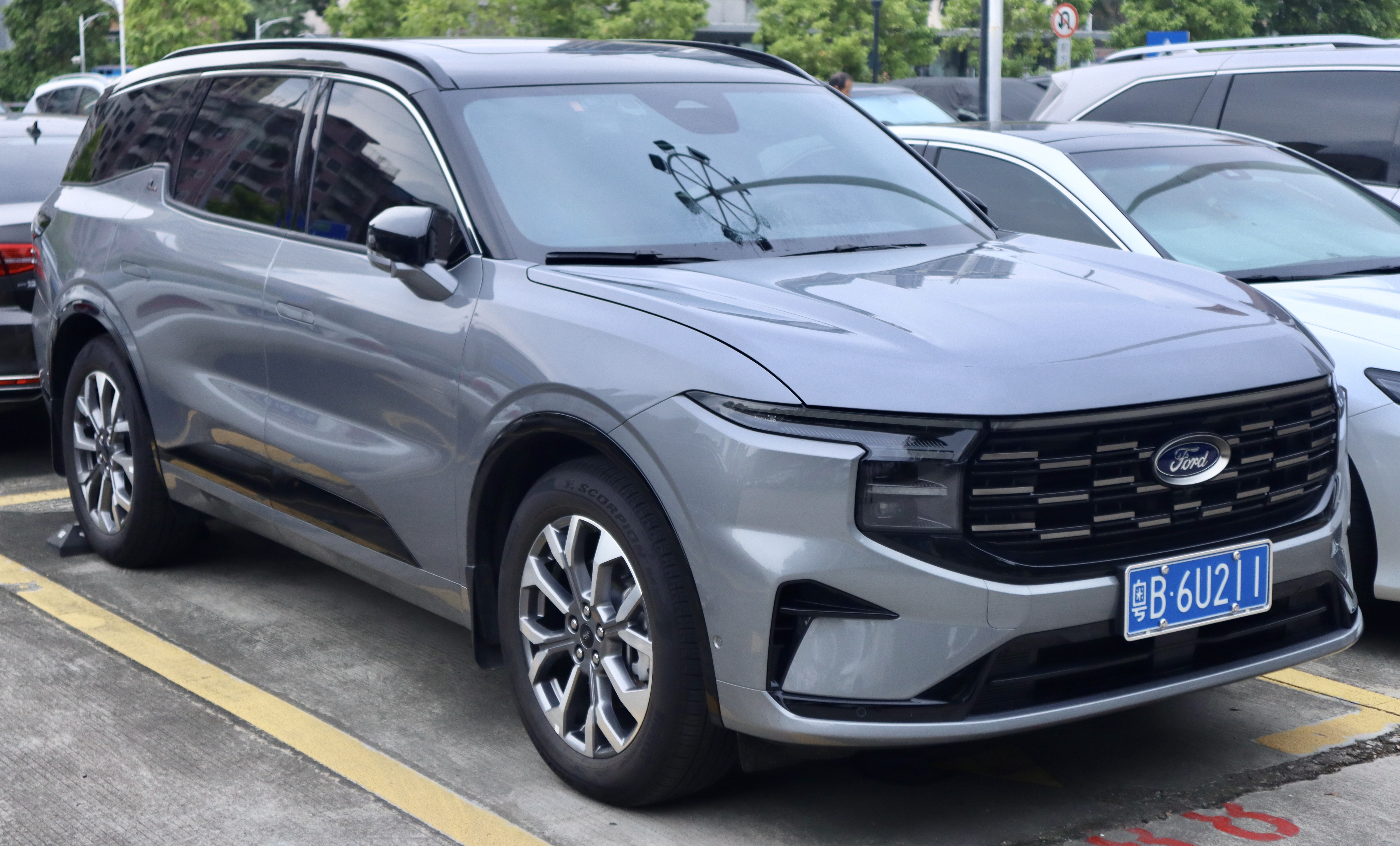
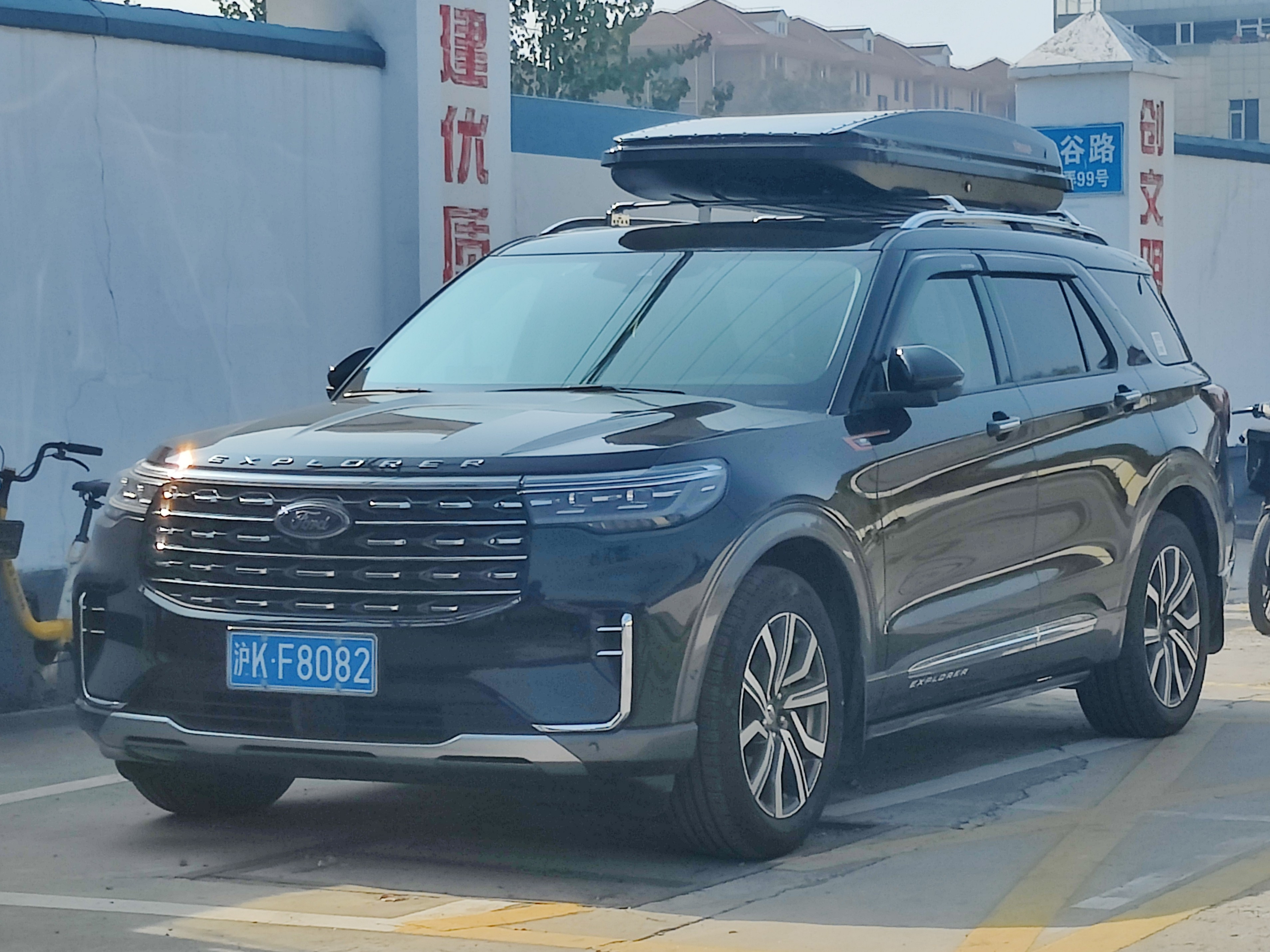
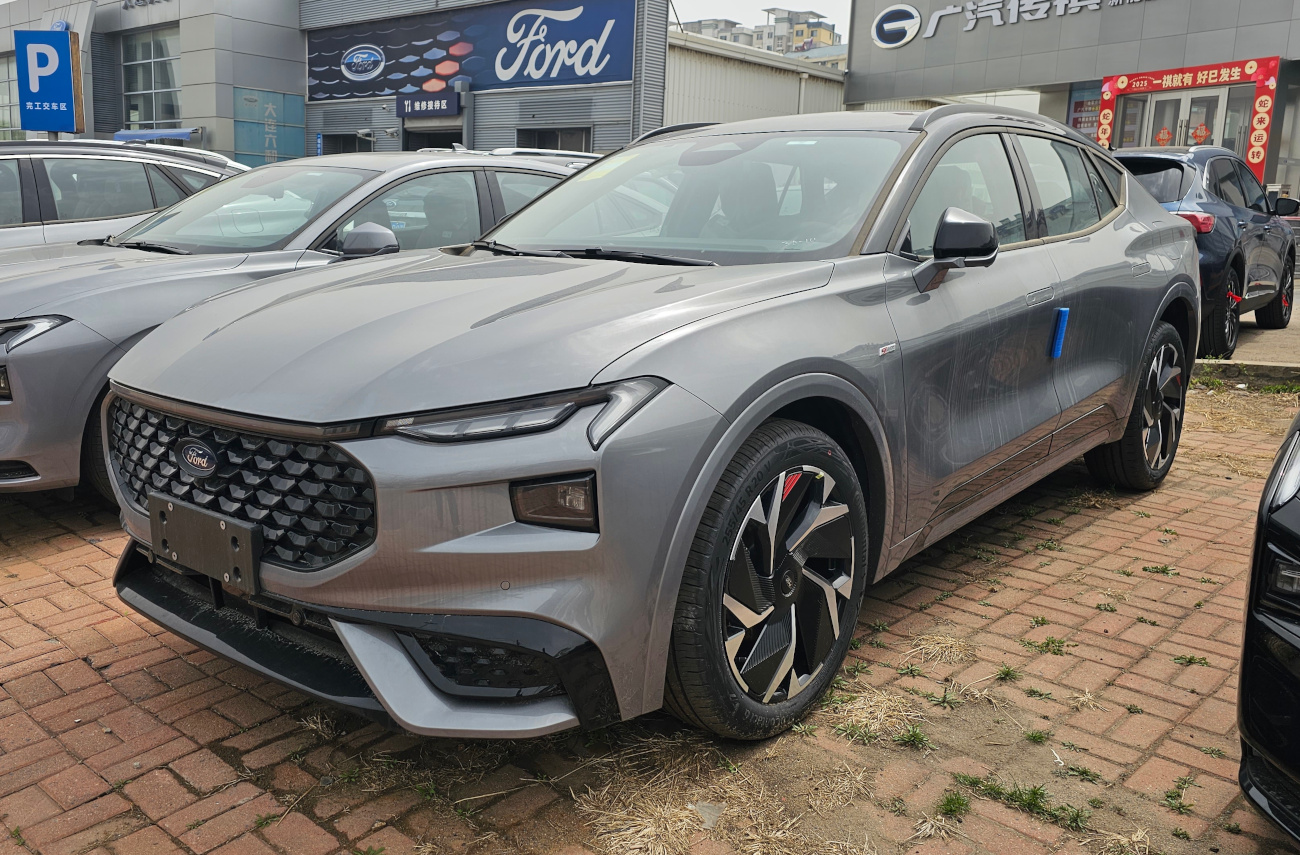
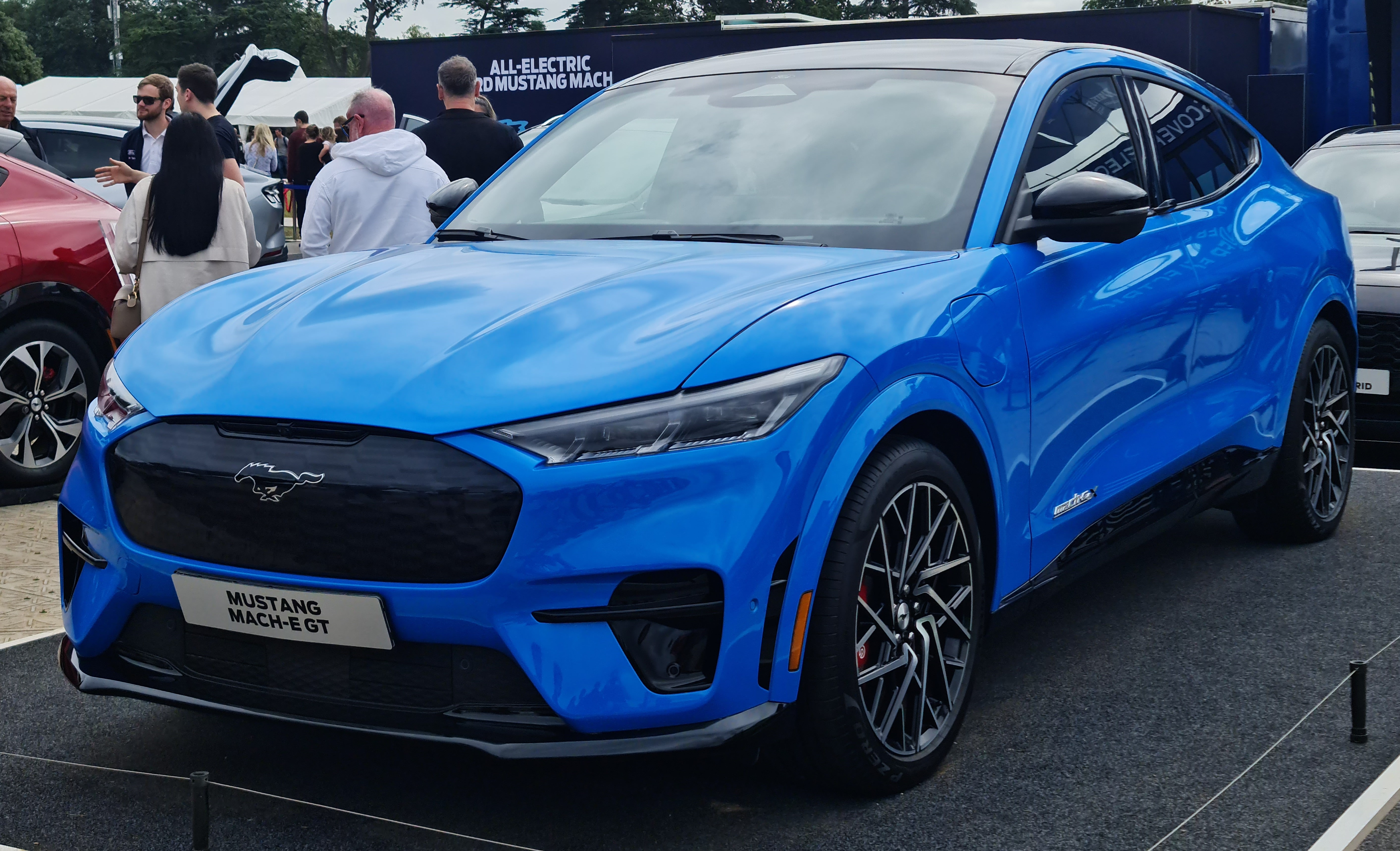
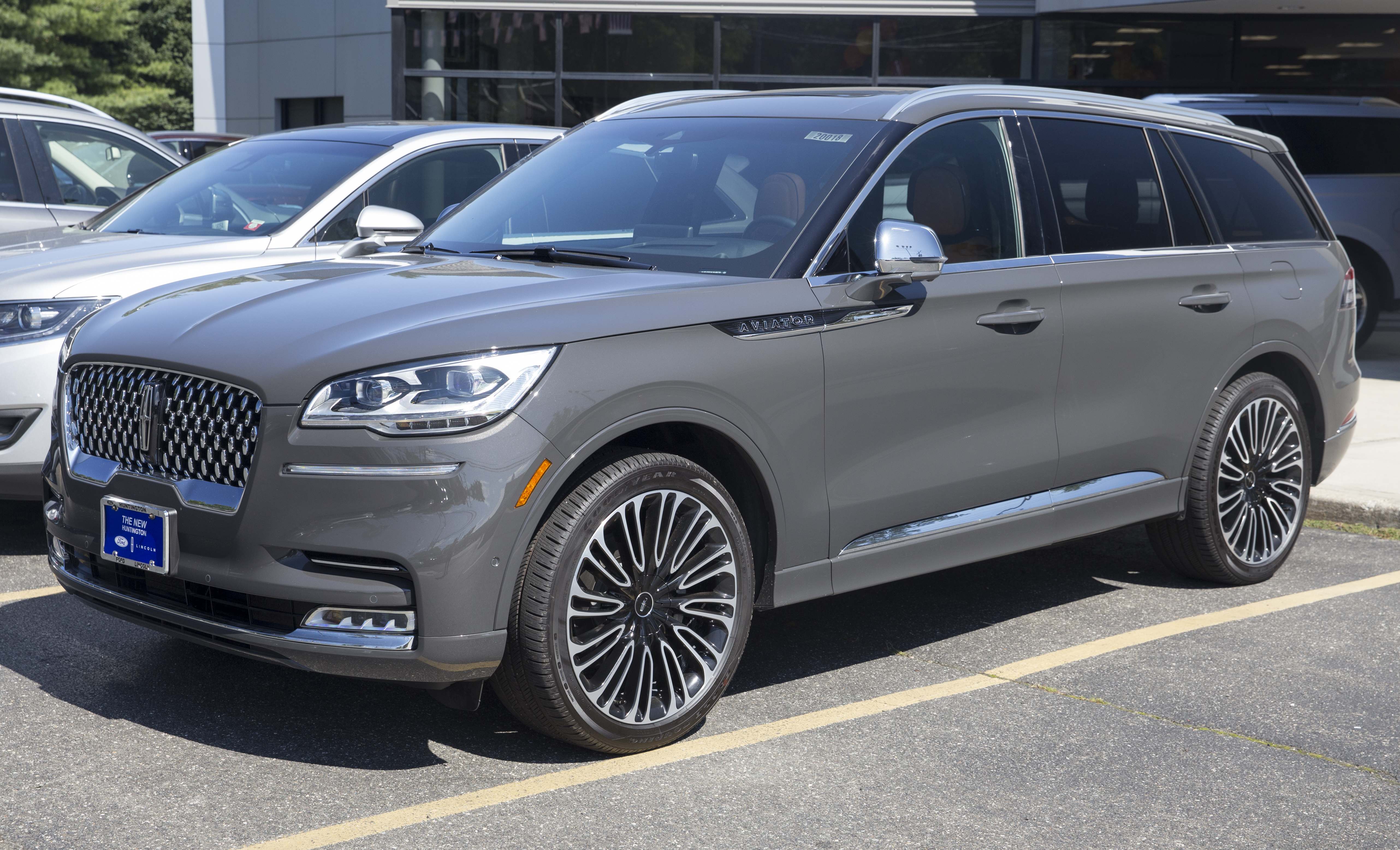
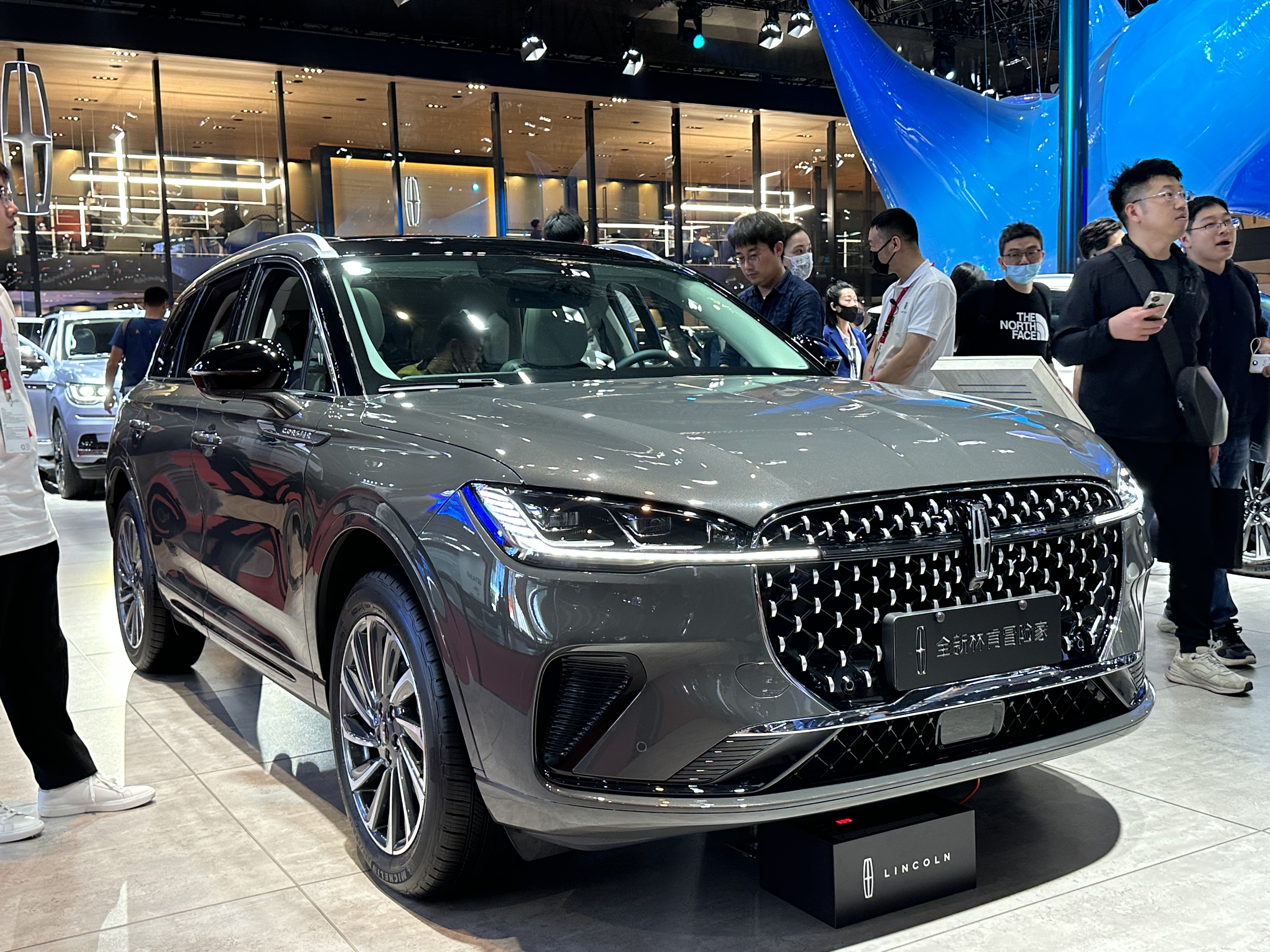
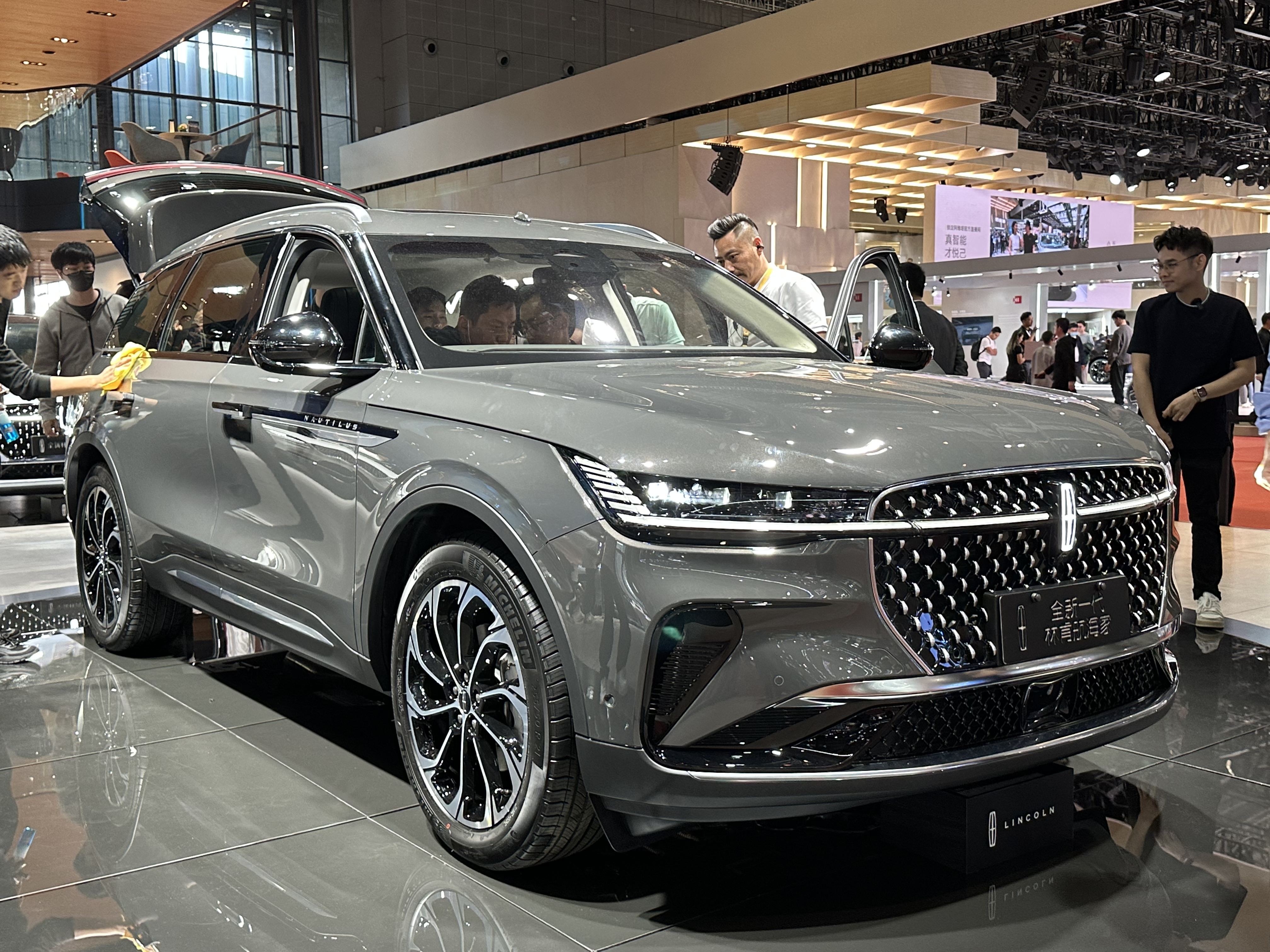
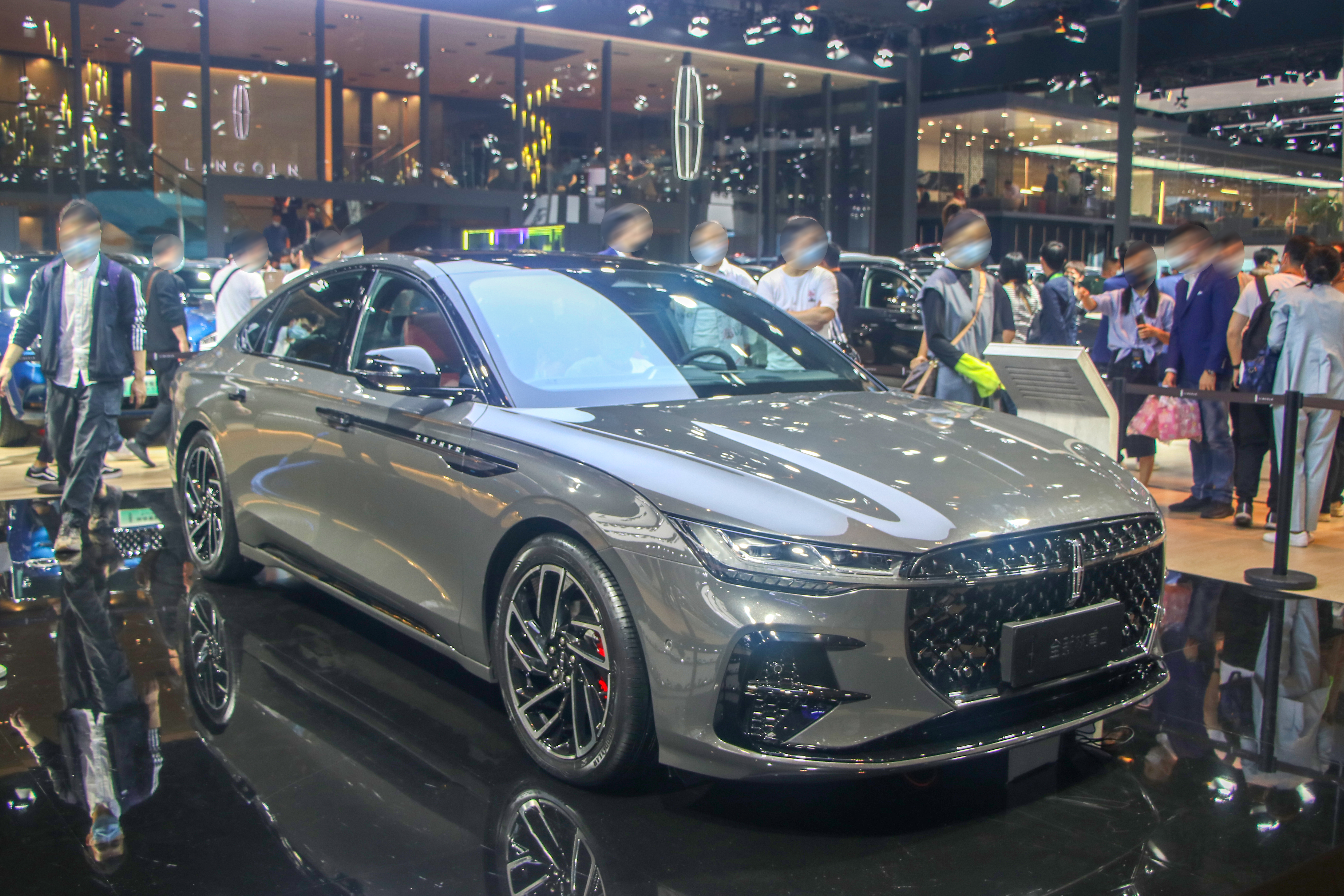

### 과거 차종

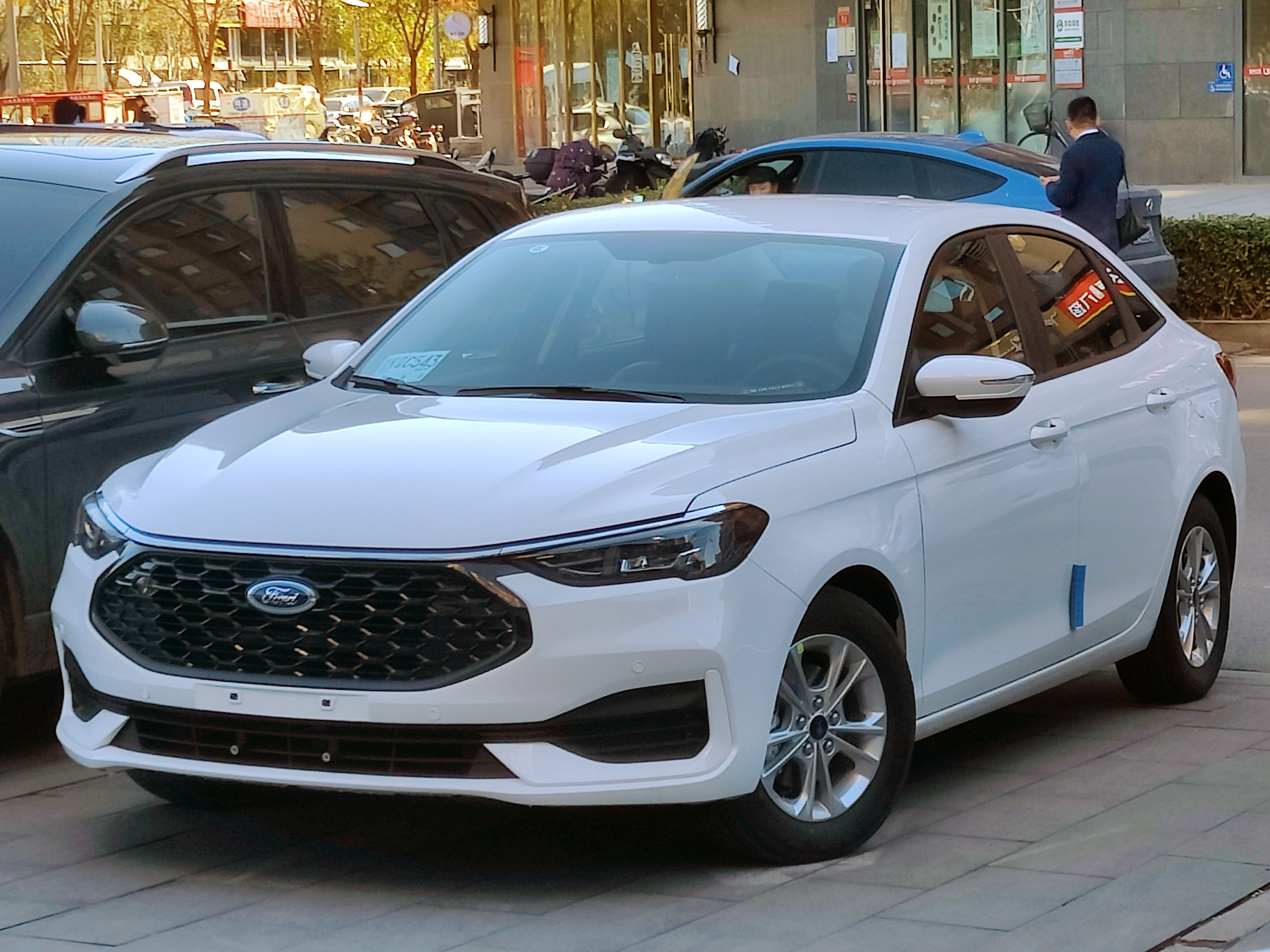
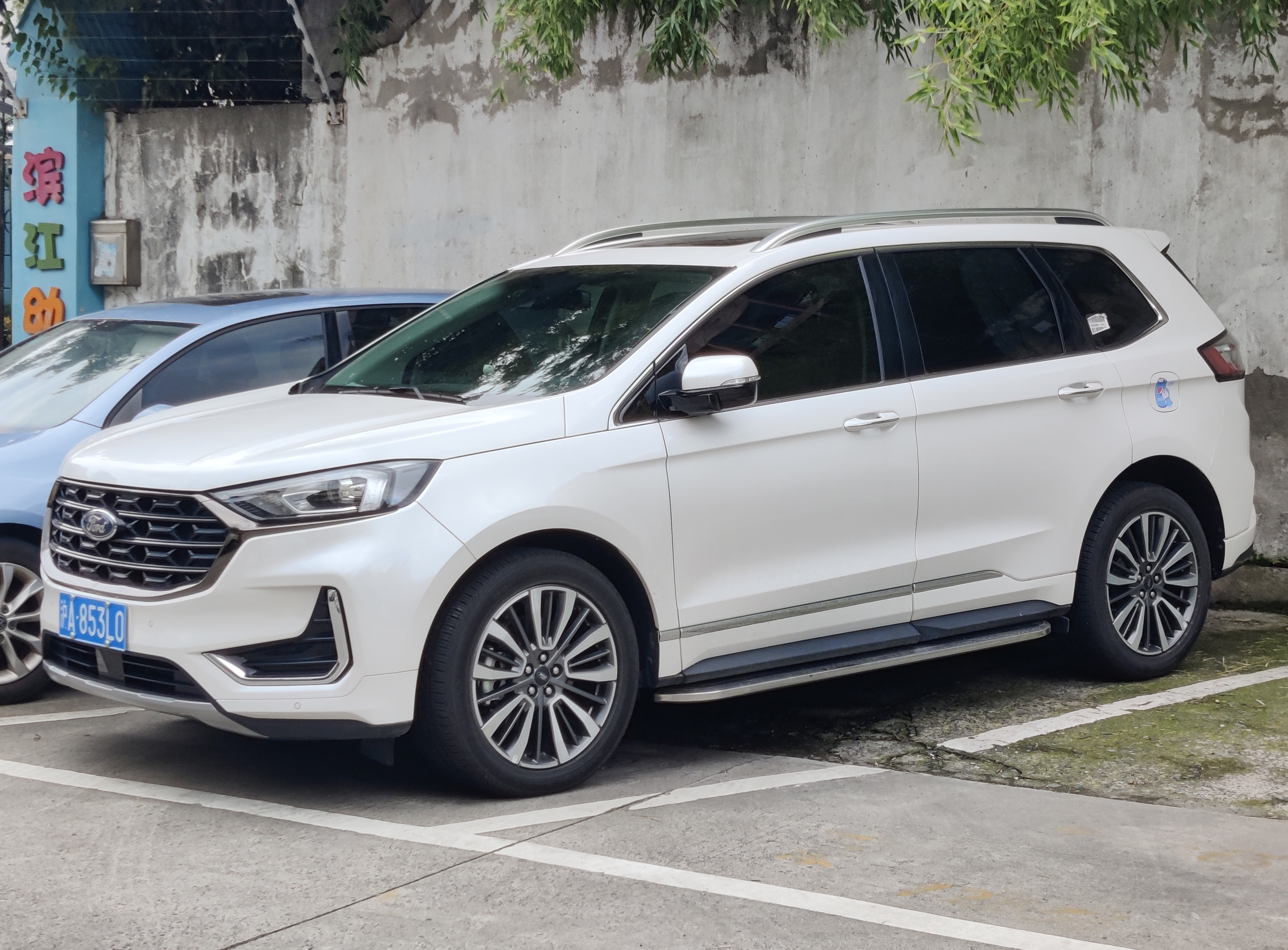
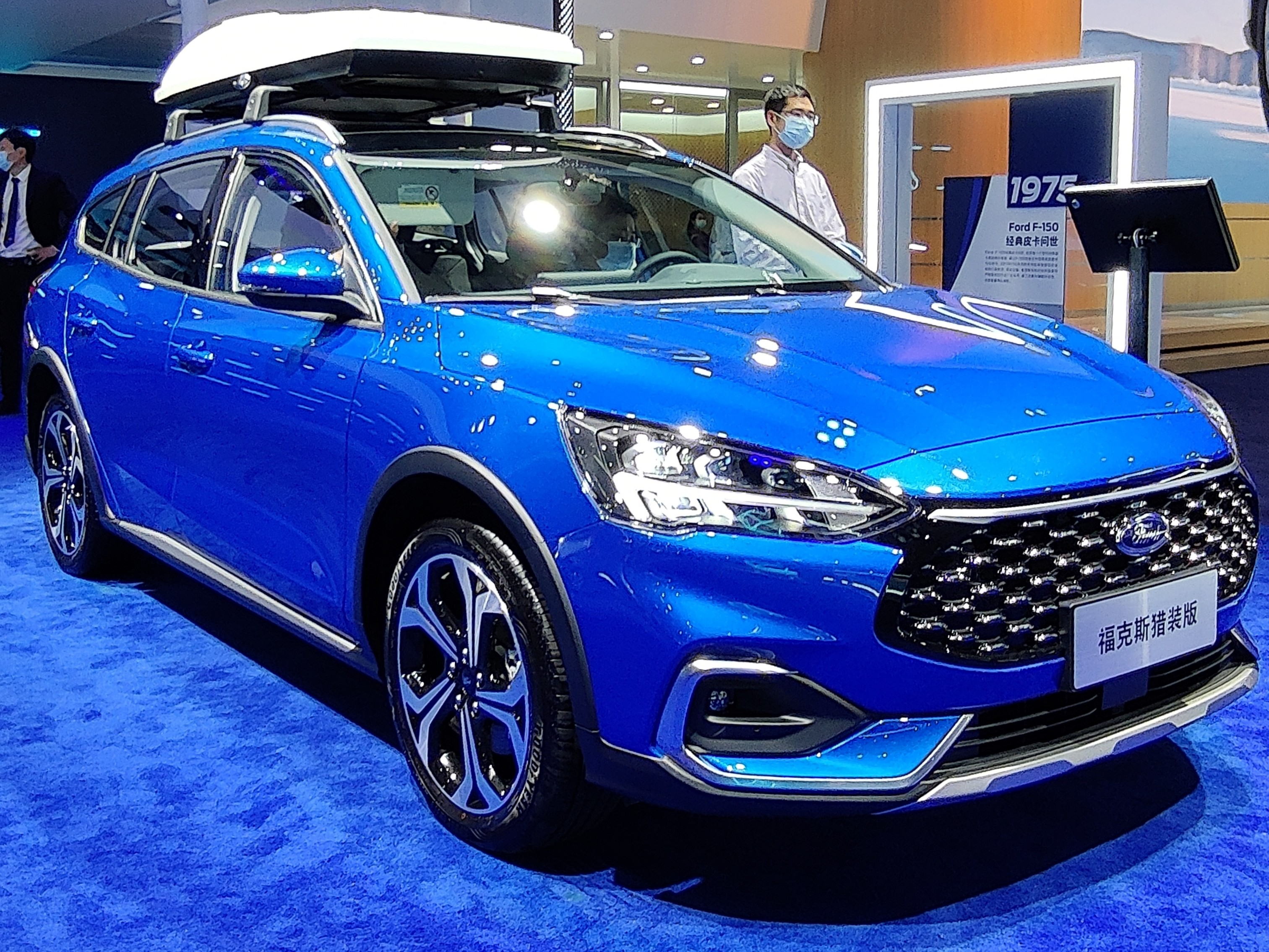
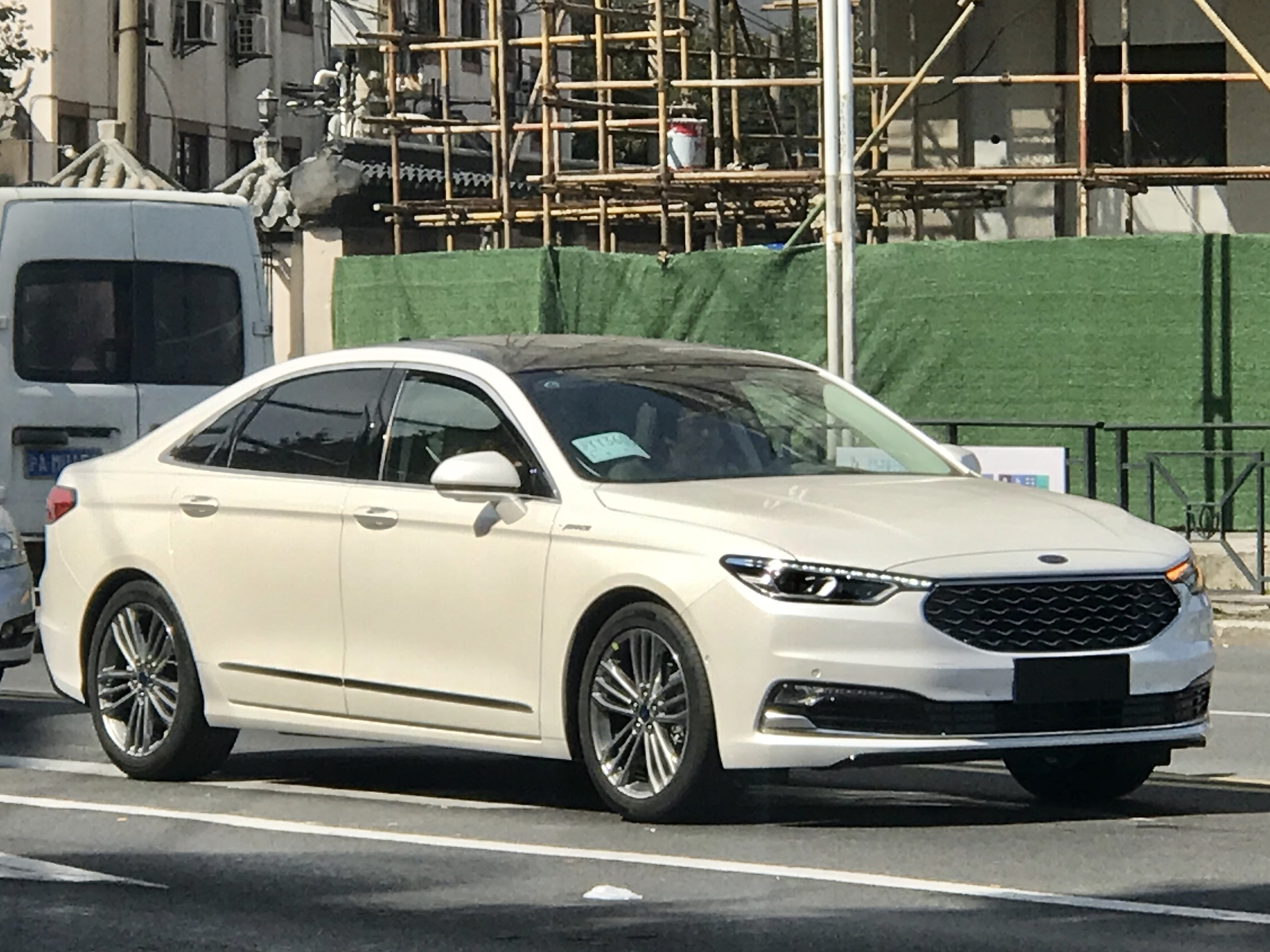
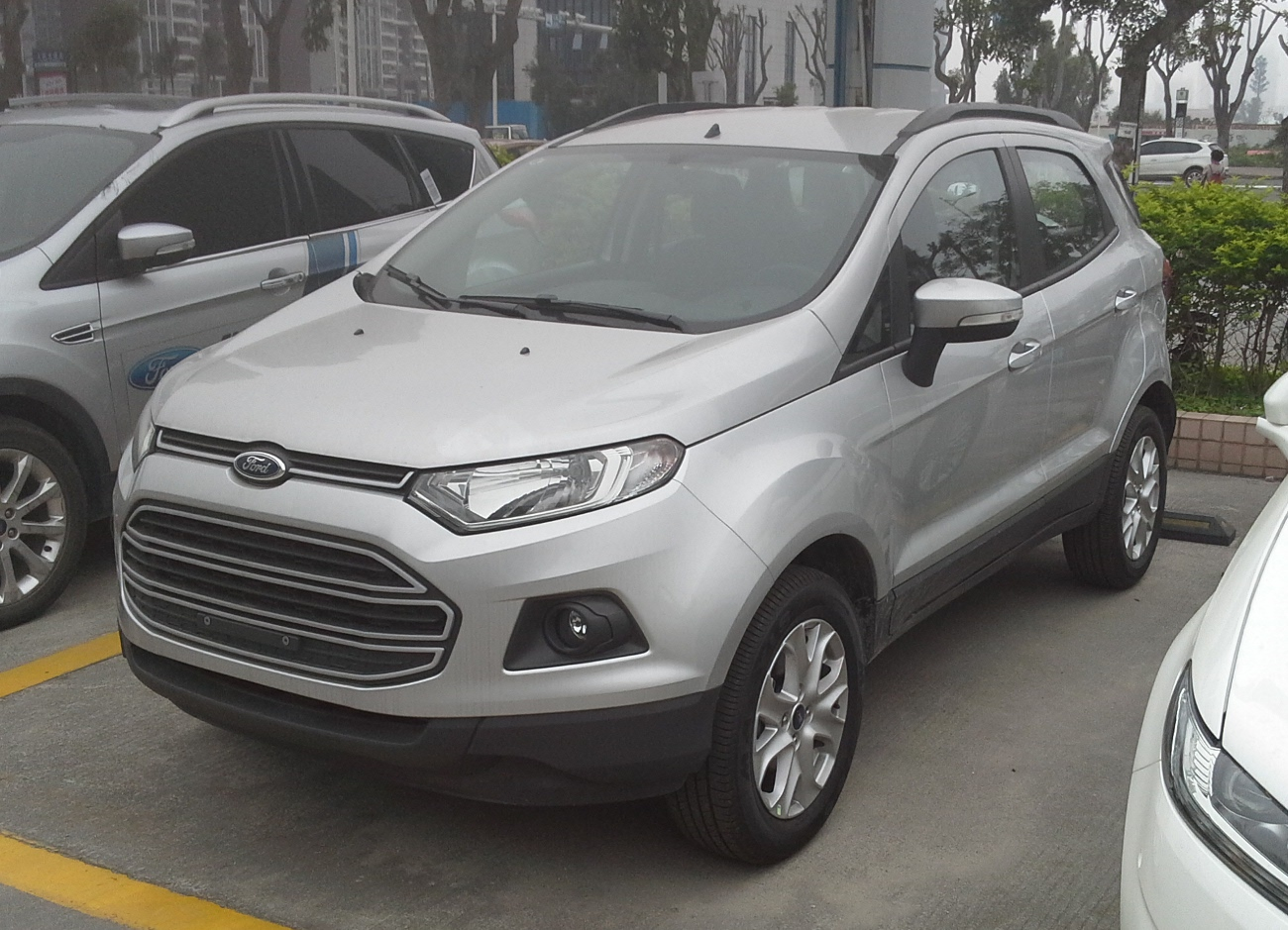
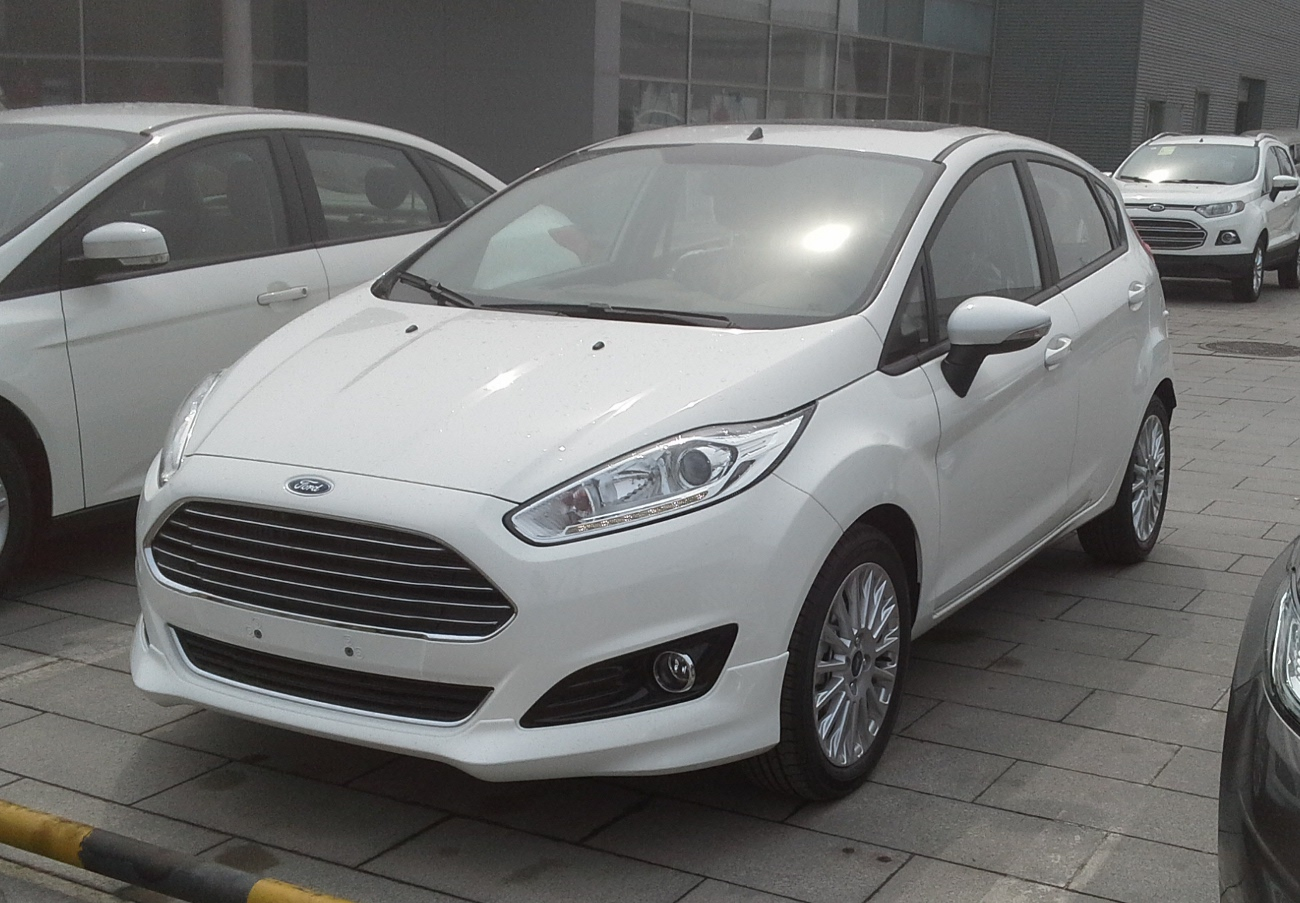
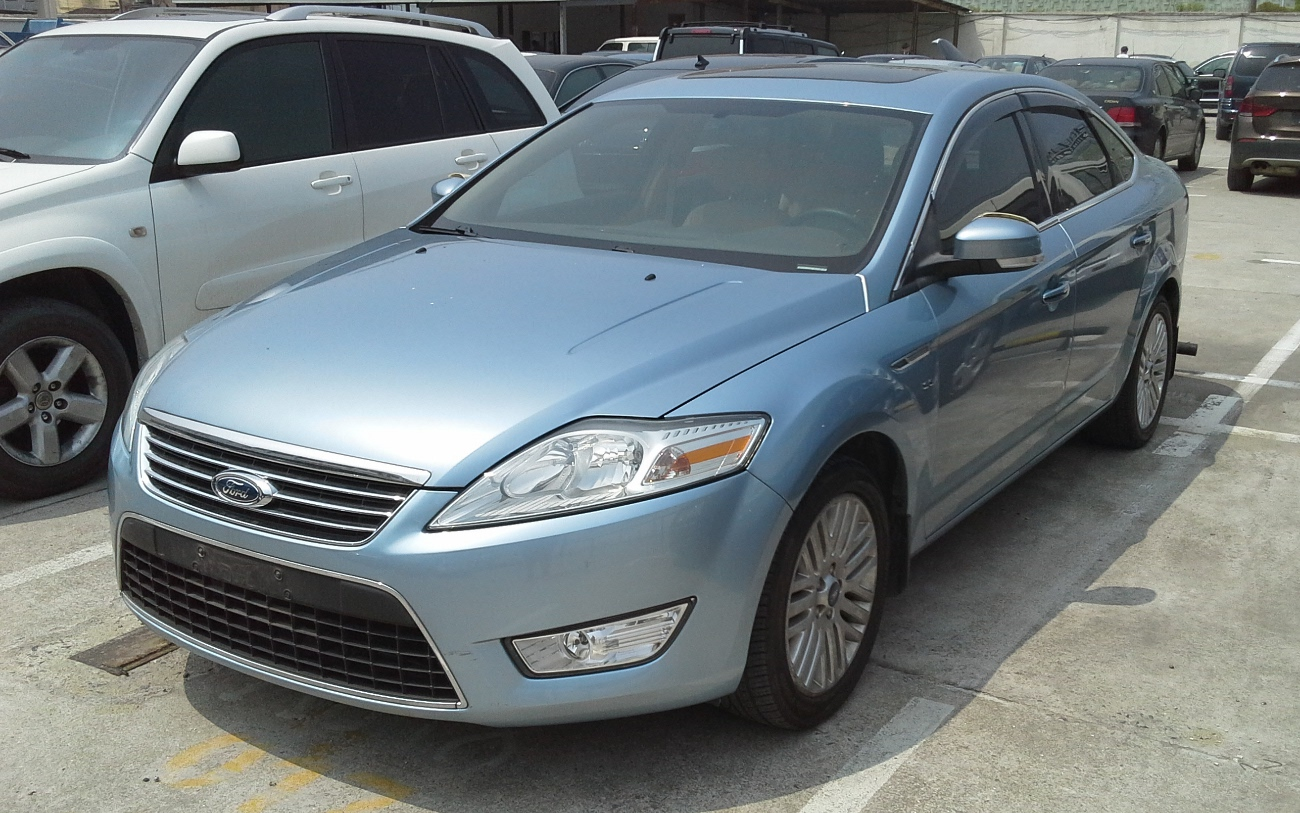
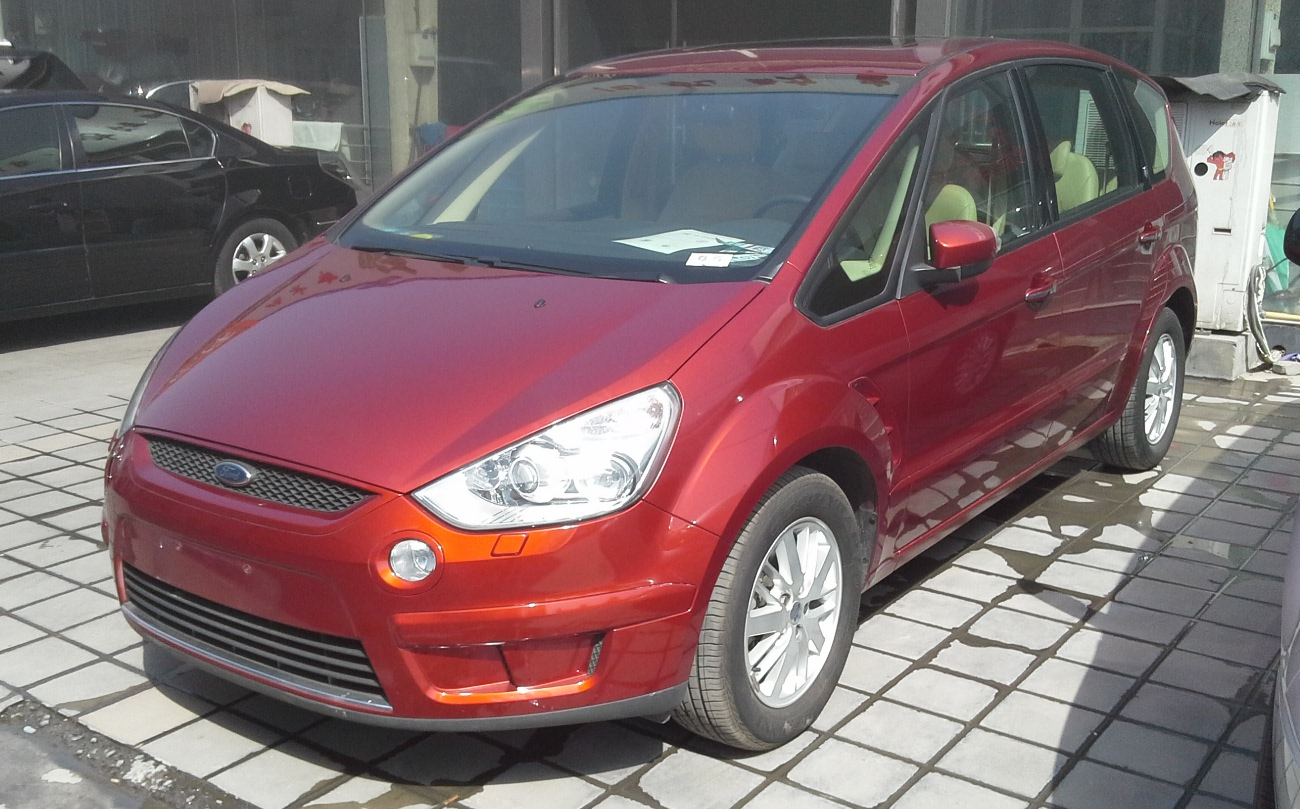

## 차종

### 현재 생산 차종
- 포드 익스플로러
- 포드 이스케이프
- 포드 몬데오
- 포드 엣지 L
- 포드 모데오 스포트
- 포드 머스탱
- 링컨 코세어
- 링컨 에비에이터
- 링컨 노틸러스
- 링컨 Z

### 과거 생산 차종
- 포드 에스코트 (중국 사양)
- 포드 포커스 4세대
- 포드 피에스타
- 포드 몬데오 4세대 중국형
- 포드 S-맥스
- 포드 쿠가[10]
- 포드 에코스포트
- 포드 토러스 (중국 사양)

## 판매
| 연도   | 총 대수 |
| ------ | ------- |
| 2012년 | 418,500 |
| 2013년 | 678,950 |
| 2014년 | 801,603 |
| 2015년 | 836,425 |
| 2016년 | 957,495 |
| 2017년 | 826,740 |
| 2018년 | 417,215 |
| 2019년 | 183,987 |
| 2020년 | 213,680 |
| 2021년 | 304,682 |
| 2022년 | 251,000 |
| 2023년 | 233,122 |